# Абанський район
А́банський район (рос. Абанский район) — адміністративний район у складі Красноярського краю, Росія. Утворений 4 квітня 1924 року. До його складу входять 63 населених пункти.
Адміністративний центр — селище Абан. 

## Загальні дані
Площа району становить 9 511 км². Щодо природних зон, територію району поділяють на лісостеп та тайгу. Протяжність із заходу на схід 124 км, із півночі на південь — 120 км.
Населення району становить 25,6 тис. осіб (2006). Кількість господарств — 9 843. Відсоток населення працездатного віку — 59,7 %.
Озеро Борове є лікувальним курортом.
В районі видається районна газета («Красное знамя») та працює одна телекомпанія («Бирюса»).
Уродженцями району є:
- Медведчук Віктор Володимирович — український державний та політичний діяч (народився в селищі Почет)
- Степанов Іван Георгійович — герой Радянського Союзу (народився в селищі Абан)
- Богуцький Віктор Степанович — герой Радянського Союзу (народився в селі Високогородецьк)
- Шумаков Олексій Васильович — радянський спортсмен, олімпійський чемпіон (народився в селищі Почет)

## Економіка
Район є сільськогосподарським — 55,6 %. Вирощують зернові та бобові культури, картоплю та овочі. Розвинене скотарство м'ясо-молочного напрямку та свинарство. Досить високо розвинене лісове господарство — лісові ресурси становлять 66,1 млн м³ деревини, в тому числі 43,7 млн. — сировина хвойних дерев. В районі працюють 2 лісгоспи (селище Абан та село Довгий Мост) та 11 КСП (селище Абан та села Березовка, Вознесенка, Апано-Ключі, Красний Яр, Заозерка, Самойловка, Мачино, Заліп'є, Зимнік, Устьянськ).
Ведеться видобуток бурого вугілля на Абанському родовищі.
Серед промисловості розвинені такі галузі: лісова — 56,1 %, харчова — 20,5 %, вугільна — 16,7 % та легка — 6,3 %.

## Адміністративний поділ
64 населених пункти району входять до складу 16 сільрад:
- Абанська — селище Абан
- Апано-Ключинська — село Апано-Ключі та селища Сосновий, Теплий Ключ, Городок, села Біла Тайожка, Камєнка
- Березовська — село Березовка та села Ношино, Мачино
- Вознесенська — село Вознесенка
- Довгомостовська — село Довгий Мост та село Лазарево
- Заозерновська — село Заозерка та села Долженовка, Стерлітамак
- Никольська — село Никольськ та села Алексеєвка, Вороб'йовка, Матвеєвка, Середні Мангареки, Троїцьк
- Новоуспенська — село Новоуспенка та села Єрмаковка, Зимнік, Новогеоргієвка
- Петропавловська — село Петропавловка та селище Гагаріна, села Білоглинна, Борки, Високогородецьк, Канарай
- Покатеєвська — село Покатеєво та селища Усть-Панакачет, Хіндичет, села Лапіно
- Покровська — село Покровка та селище Восток, села Бистровка, Малкас
- Почетська — селище Почет та селища Озерний, Чигашет, села Плахіно, Бірюса, Тулень, Шигашет, Шивера
- Самойловська — село Самойловка та села Кунгул, Суздалево
- Туровська — село Турово та села Заліп'є, Пушкіно, Сенне
- Устьянська — село Устьянськ та села Денисовка, Красний Яр, Новокиєвлянка, Огурци, Успенка
- Хандальська — село Хандальськ та селища Борзово, Пєя